# Zigera tricuspida
Zigera tricuspida är en fjärilsart som beskrevs av George Francis Hampson 1926. Zigera tricuspida ingår i släktet Zigera och familjen nattflyn. Inga underarter finns listade i Catalogue of Life.